# Liste der Friedhöfe in Saarbrücken
Die Liste der Friedhöfe in Saarbrücken gibt eine Übersicht über Friedhöfe und ehemalige Begräbnisstätten in der saarländischen Stadt Saarbrücken. Zurzeit nutzt Saarbrücken zwanzig Begräbnisplätze. 

## Liste
| Name, Bezeichnung                    | Adresse                     | Koordinaten | Stadtteil         | Fläche    | Datum Öffnung/ Schließung | Konfession | Trägerschaft                      | Denkmal, Bemerkung         | Foto |
| ------------------------------------ | --------------------------- | ----------- | ----------------- | --------- | ------------------------- | ---------- | --------------------------------- | -------------------------- | ---- |
| Friedhof St. Johann                  |                             | Standort    | St. Johann        | 6,34 ha   |                           |            | Stadt Saarbrücken                 | 1883/1917                  |      |
| Hauptfriedhof Saarbrücken            | Metzer Straße               | Standort    | Goldene Bremm     | 65 ha     | 1913/–                    |            | Stadt Saarbrücken                 |                            |      |
| Waldfriedhof Burbach                 | Hubert-Müller-Straße        | Standort    | Burbach           | 28,5 ha   |                           |            | Stadt Saarbrücken                 |                            |      |
| Alter Friedhof Gersweiler            | Hauptstraße                 | Standort    | Gersweiler        | 0,02 ha   |                           |            | Stadt Saarbrücken                 | Status als Friedhof unklar |      |
| Friedhof Gersweiler                  | Friedhofsweg                | Standort    | Gersweiler        | 4,26 ha   |                           |            | Stadt Saarbrücken                 |                            |      |
| Beschberg                            | Saarbrücker Straße 211      | Standort    | Brebach-Fechingen | 5,03 ha   |                           |            | Stadt Saarbrücken                 |                            |      |
| Friedhof Bischmisheim                |                             | Standort    | Bischmisheim      | ? ha      |                           |            | Stadt Saarbrücken                 |                            |      |
| Friedhof Ensheim                     | Schwester-Gottfrieda-Straße | Standort    | Ensheim           | 1,96 ha   | /—                        |            | Stadt Saarbrücken                 |                            |      |
| Friedhof Eschringen                  | Andreas-Kremp-Straße        | Standort    | Eschringen        | 0,73 ha   |                           |            | Stadt Saarbrücken                 |                            |      |
| Alter Friedhof Alt-Saarbrücken       | Friedhofstraße              | Standort    | Alt-Saarbrücken   | ? ha      |                           |            | Stadt Saarbrücken                 |                            |      |
| Alter Malstatter Friedhof            | Jenneweg                    | Standort    | Malstatt          | 3,25 ha   | 1880/1912                 |            | Stadt Saarbrücken                 |                            |      |
| Friedwald Saarbrücken                | Kirschheck 28               | Standort    | Malstatt          | ? ha      |                           |            | Stadt Saarbrücken                 |                            |      |
| Friedhof Altenkessel                 | Pfaffenkopfstraße           | Standort    | Altenkessel       | 4,34 ha   | /—                        |            | Stadt Saarbrücken                 |                            |      |
| Friedhof St. Arnual                  | Friedhofsweg                | Standort    | St. Arnual        | ? ha      | 1858/–                    |            | Stadt Saarbrücken                 |                            |      |
| Alter Jüdischer Friedhof             |                             | Standort    | Alt-Saarbrücken   | ? ha      |                           |            | Jüdische Gemeinde Saarbrücken (?) |                            |      |
| Neuer Jüdischer Friedhof Saarbrücken |                             | Standort    | Alt-Saarbrücken   | ? ha      |                           |            | Jüdische Gemeinde Saarbrücken (?) |                            |      |
| Friedhof Krughütte                   | Friedrichstraße             | Standort    | Krughütte         | 0,3652 ha | 19. Jhdt./–               |            | Stadt Saarbrücken                 |                            |      |
| Friedhof Fechingen                   |                             | Standort    | Brebach-Fechingen | ? ha      |                           |            | Stadt Saarbrücken                 |                            |      |
| Friedhof Scheidt                     | Am Bartenberg               | Standort    | Scheidt           | ? ha      |                           |            | Stadt Saarbrücken                 |                            |      |
| Friedhof Scheidterberg               | Scheidter Straße            | Standort    | Scheidt           | 0,05 ha   |                           |            | Stadt Saarbrücken                 |                            |      |
| Friedhof Schafbrücke                 | Grumbachtalweg              | Standort    | Schafbrücke       | 0,75 ha   |                           |            | Stadt Saarbrücken                 |                            |      |
| Friedhof Bübingen                    |                             | Standort    | Bübingen          | 0,63 ha   |                           |            | Stadt Saarbrücken                 |                            |      |
| Friedhof Dudweiler                   |                             | Standort    | Dudweiler         | 10,42 ha  |                           |            | Stadt Saarbrücken                 |                            |      |
| Friedhof Güdingen-alt                |                             | Standort    | Güdingen          | 0,93 ha   | 1855/–                    |            | Stadt Saarbrücken                 |                            |      |
| Friedhof Güdingen-neu                |                             | Standort    | Güdingen          | 1,54 ha   |                           |            | Stadt Saarbrücken                 |                            |      |
| Friedhof Herrensohr                  |                             | Standort    | Herrensohr        | ? ha      |                           |            | Stadt Saarbrücken                 |                            |      |
| Friedhof Jägersfreude                |                             | Standort    | Jägersfreude      | 1,44 ha   |                           |            | Stadt Saarbrücken                 |                            |      |
| Friedhof Klarenthal                  |                             | Standort    | Klarenthal        | 2,28 ha   |                           |            | Stadt Saarbrücken                 |                            |      |